# Batalha de Caspe
A Batalha de Caspe ocorreu durante a Ofensiva de Aragão da Guerra Civil Espanhola em 16-17 de Março de 1938.

## Antecedentes
Depois da Batalha de Teruel, o Exército Republicano em Aragão estava exausto e mal equipado. Em Março de 1938, uma enorme força Nacionalista de 150.000 homens e mais de 900 aviões iniciou uma ofensiva em Aragão, quebrando a frente Republicana. A maioria das unidades do Exército Republicano fugiu e a retirada tornou-se uma derrota, mas em alguns pontos outros lutaram bravamente.

## Batalha de Caspe
No dia 9 de Março, os Nacionalistas avançaram 36 quilómetros, em 10 de Março eles ocuparam Belchite mantida pela XV Brigada Internacional, e avançaram para Caspe. Então, o comandante em chefe do exército Republicano, Vicente Rojo ordenou o estabelecimento de uma linha defensiva com a cidade de Caspe no seu centro. Em 16 de Março, três divisões Nacionalistas do Exército de Varela, lideradas por {{Fernando Barrón]], Muñoz Grandes e Bautista Sánchez, cercaram a cidade ocupada pela XV Brigada Internacional. A Brigada lutou com grande valor, mas depois de dois dias de combates pesados, Caspe caiu para os Nacionalistas.

## Rescaldo
Os Nacionalistas continuaram o seu avanço e em 3 de Abril ocuparam Lérida.